# 55-я стрелковая бригада (1-го формирования)
55-я отдельная стрелковая бригада I-го формирования (55-я осбр, 55 осбр, 55 сбр, 55 ОСБ, 55 СБ, 55 бригада, 55 отд. стр. бриг., 55 стрелковая бригада, команда № 55) — воинская часть РККА ВС СССР, принимавшая участие в боевых действиях Великой Отечественной войны (ВОВ).
Формировалась с 15.10.1941 по 18.11.1941 в городе Чкалове (Оренбург) и прилегающих к нему населённых пунктах.
В состав Действующей Красной Армии (ДКА) входила с 26.11.1941 по 21.04.1942.
Воевала в составе 1-й Ударной Армии (1Уд. А, 1УА), 20-й Армии (20А) и 5-й Армии (5А).
Самый известный командир — комбриг полковник Латышев Георгий Александрович.

## Сводка по 55 осбр I-го формирования

### Отправка на фронт
Дата: 21.11.1941 с 05.00 утра.
Количество эшелонов: 6.
Номера эшелонов: 430065-430070. 

Маршрут: Чкалов (Оренбург) — Елецкая Защита (Соль-Елецкий) — Саратов — Тамбов — Рязань — Москва — Дмитров. 

Время в пути: 3,5 дня +1 день остановки в Москве.

### Нахождение на фронте
Общее время нахождения в ДКА: 137 календарных дней.

Начальная точка: вокзал г. Дмитров Московской области.
Конечная точка: район д. Дурово — роща «Рыба» — д. Андрейцево — д. Семёновка — д. Савинки Гжатского района Смоленской области.

Районы действия бригады (согласно современному административному делению:

Московская область: Дмитровский, Солнечногорский, Истринский, Волоколамский, Шаховской.

Смоленская область: Гагаринский.

Крупные населённые пункты (более 100 дворов по состоянию на 1941 год), пройденные бригадой: Дмитров — Орудьево — Вербилки — Запрудня — Костино — Солнечногорск — Спас-Нудоль — Ивановское — Волоколамск — Шаховская.

#### Населённые пункты или географические объекты, за удержание или овладение которыми 55 осбр вела непосредственные бои с противником
1. 5-я паромная переправа канала Москва — Волга (деревня Соревнование)
2. Хорошилово, Старо(Старово), Горки, Гульнево, Каменка, Подгорное, Шихово, совхоз Сенеж, совхоз Редино, Редино, Гигирево, Солнечногорск, Стрелино.
3. Замятино, Троицкое, Радованье, Сергеевка, Екатериновка, Спас-Нудоль, Калистово, Щекино.
4. Ивановское, Михайловское, Владычино, Алферьево.
5. Стариково, Юрьево, Шаховская, Паршино, Замошье, Теплухино, Пыщерово, Ржищи, Дашково, Муриково, Новые Рамешки, Ново-Александровка, Старые Рамешки, Титово(Титовка), Крутицы, Савино, Аржаники, Баранцево.
6. Дурово, роща «Рыба» (роща «Рыбка», лес «Ящур»), роща «Круглая», роща «Малая», роща «Фигурная».

### Численность, потери
Начальная численность (штатный состав): 4543 человека, включая: командиры-399 человек, «активные штыки» стрелковых батальонов-900 человек, остальные подразделения-3244 человека (членов ВКПб около 600 человек, курсантов военных училищ около 400 человек).

Потери от начальной численности: 93,8 % 

Потери относительно начальной численности + пополнение: 49,5 %

Общие потери: ≈ 4200 человек (+/- взвод)

Общее пополнение: ≈ 4000 человек (+/- взвод)

Количество личного состава, прошедшего через бригаду: ≈ 8600 человек.

## Состав

#### Структура бригады при отправке на фронт 21.11.1941
- Управление бригады (включая Штаб, кассу, Особый Отдел и т. д.);
- три отдельных стрелковых батальона;
- отдельный пулемётный батальон (распределён между стрелковыми батальонами)
- отдельный миномётный батальон;
- отдельный миномётный дивизион тяжёлых 107 м/м миномётов;
- отдельная батарея /РС/ (4 установки «Катюша»)
- отдельный батальон связи;
- отдельный артиллерийский дивизион 76 м/м (орудия образца 1927, 1930 и 1939 годов);
- отдельный артиллерийский дивизион 57 м/м противотанковых орудий (ПТО);
- отдельный рота танков (8 танков);
- отдельная сапёрная рота;
- отдельная рота разведки;
- отдельная рота автоматчиков;
- отдельная авторота подвоза;
- противотанковая рота (ПТ-ружья);
- отдельная медико-санитарная рота (ОМСР);
- взвод ПВО;
- П. П. С. (полевая почтовая служба).

#### Структура бригады на 04.01.1942
- Управление бригады (включая Штаб, кассу, Особый Отдел и т. д.);
- три отдельных стрелковых батальона;
- миномётный батальон;
- миномётный дивизион тяжёлых 120 м/м миномётов;
- батальон связи;
- артиллерийский дивизион 76 м/м (ПА) и 57 м/м (ПТО);
- сапёрная рота;
- рота разведки;
- рота автоматчиков;
- авторота подвоза;
- противотанковая рота (ПТ-ружья);
- медико-санитарная рота (ОМСР);
- взвод ПВО;
- П. П. С. (полевая почтовая служба);
- взвод ОО (Особого Отдела — НКВД).

### Взаимодействие с частями РККА

#### Воинские соединения, в состав которых входила бригада (минимум 1 день)
1Уд. А, 20А, 5А, группа генерала Ремизова (1 день), группа генерала Катукова

#### Воинские части, подчинённые 55 осбр приказом вышестоящего командования на время проведения различных операций (минимум 1 день)
1. Вербилки-Дмитров: 5 олб, 7 олб
2. Солнечногорск: 1 осб 35 осбр
3. Ивановское-Михайловское: 20 олб, 64 сбр (морская), 145 тбр, 44 кд (2-й эшелон), 17 тбр, 1162 сп 352 сд
4. Шаховская: группа АПП: 523 пап, группа ДД: 528 пап, танковая группа капитана Гусева
5. Титово-Крутицы: МСПб 1гв. тбр, 113олб
6. роща «Рыба»: 1104 сп 331 сд, 17 осбр, 517 пап, 472 гап.

#### Воинские части, которым 55 осбр (или её отдельные подразделения) подчинялись приказом вышестоящего командования на время проведения различных операций (минимум 1 день)
1. Троицкое-Спас-Нудоль: 64 сбр (морская)
2. Крутицы, роща «Рыба»: 331 сд
3. Дурово: 35 осбр.

#### Воинские части, упоминавшиеся в документах 55 осбр и воевавшие в локтевой связи с бригадой (минимум 1 день), либо вливавшиеся, как пополнение, в 55 осбр
1. Кавалерийские: 17кд, 24кд
2. Лыжные батальоны: 4 олб, 5 олб, 7 олб, 20 олб, 110 олб, 113 олб
3. Стрелковые бригады: 17 осбр, 29 осбр, 35 осбр, 56 осбр, 64 сбр (морская), 71сбр (морская)
4. Стрелковые дивизии: 133 сд, 331 сд, 352 сд
5. Танковые бригады: 1 гв. тбр, 17 тбр, 24 тбр, 31 тбр, 145 тбр
6. Артиллерийские полки: 641 пап, 517 пап, 523 пап, 528 пап, 472 гап.

#### Воинские части, у которых 55 осбр принимала участки обороны
1. Дурово: 36осбр

#### Воинские части, которым 55 осбр сдавала участки обороны
1. канал Москва — Волга: 18 кд, 24 кд
2. район Шпилевского ж/д переезда — Перемиловские высоты: 71 сбр (морская)
3. Владычино: 71 сбр (морская)
4. Титово-Крутицы: 40 осбр
5. Дурово-Андрейцево: 1162 сп 352 сд.

### Бои и боестолкновения с частями Вермахта
1. канал Москва — Волга: 14 мпд (в том числе 53 мпп)
2. Хорошилово-Владычино: 23 пд (в том числе 9, 67, 68 пп)
3. Солнечногорск-Владычино: 106 пд (в том числе 239, 240 пп)
4. Стариково-Шаховская: 6 тд (без мат.части)
5. Ново-Александровка-Старые Рамешки-Титово: 14 мпд (в том числе 11 мпп)
6. Аржаники-Крутицы: 2 тд (в том числе 2, 3 тп, 304 мпп, 74 ап)
7. Дурово — роща «Рыба»: 35 пд (в том числе 2пб 109 пп).